# Becky Sauerbrunn
Rebecca Elizabeth "Becky" Sauerbrunn (Saint Louis (Missouri), 6 juni 1985) is een Amerikaans voetbalster. Ze verruilde in 2013 DC United Women voor FC Kansas City. Sauerbrunn debuteerde in 2008 in het Amerikaans voetbalelftal.

## Clubcarrière
| Jaar        | Club                     |
| ----------- | ------------------------ |
| 2005        | Boston Renegades         |
| 2006 - 2007 | Richmond Kickers Destiny |
| 2008 - 2010 | Washington Freedom       |
| 2009        | → Røa IL                 |
| 2011        | magicJack                |
| 2012        | DC United Women          |
| 2013-       | FC Kansas City           |

- Library of Congress Control Number: n2017012115
- Virtual International Authority File: 214148997580359870005
- WorldCat: E39PBJht9676pywKHTbbXkd84q